# Huth-getijdenboek

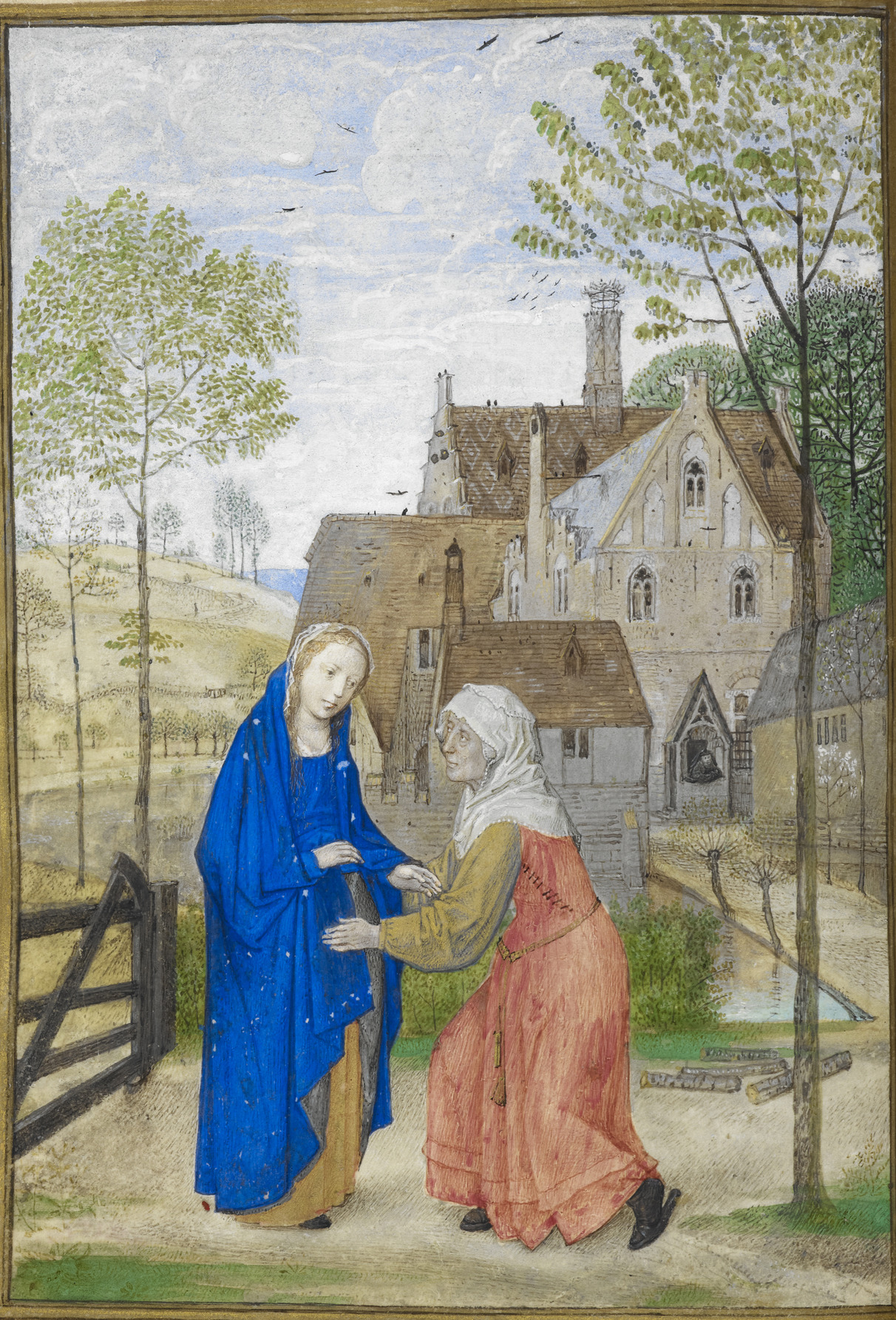
Maria-Visitatie, Huthe-getijdenboek, f66v.

Het Huth-getijdenboek is een getijdenboek voor het gebruik in Rome dat waarschijnlijk gemaakt werd in Brugge omstreeks 1485-1490. Het wordt nu bewaard in de British Library met als signatuur Add. MS 38126.

## Beschrijving
Het handschrift bestaat uit 252 perkamenten folia van 148 bii 116 mm. Het heeft acht gefolieerde perkamenten schutbladen en een niet gefolieerd schutblad vooraan. Achteraan zijn er twee papieren schutbladen. Het tekstblok meet 73-74 bii 49–51 mm. De Latijnse tekst is geschreven in een gotica rotunda in een kolom met 22 lijnen per blad.
Het boek is gebonden in een blind-gestempelde lederen omslag die dateert van ca. 1500.
Dit getijdenboek is sterk verwant aan het Emerson-White-getijdenboek. Tekstueel zijn het tweelingen geschreven door dezelfde scribent. Het Emerson-White-getijdenboek dateert uit circa 1475-1482. Beide boeken hebben dezelfde hoofdverluchters en delen dezelfde visuele stijl.

## Geschiedenis
Het werk ontstond waarschijnlijk in Brugge omstreeks 1485-1490 en werd waarschijnlijk afgewerkt in Valenciennes. Achteraan in het handschrift zijn een aantal gebeden in het Frans toegevoegd in een schrift dat als laat vijftiende-eeuws wordt beschouwd. Hieruit zou men kunnen afleiden dat het boek gemaakt werd in opdracht van een Franssprekende uit de omgeving van het Habsburgse hof. Maar op basis van de heiligen in de kalender dacht Gregory Clark eerder aan een Duitse opdrachtgever. 
De eerste bekende eigenaar zou graaf Gian Antonio Baldini (1654-1725) zijn. Na hem kwam het manuscript in 1752 terecht in het  Baldini Museum in Piacenza. De volgende eigenaar is de verzamelaar Henry Huth (1815-1878) die zijn bibliotheek naliet aan zijn tweede zoon Alfred (1850-1910). Die schonk het werk aan het British Museum in 1910.

## Inhoud
- ff. 1r-12v: Kalender
- ff. 15r-34r: Passiegetijden en gebeden
- ff. 35v-37v: Gebeden tot het allerheiligst sacrament (Salutaciones ad sacrosanctum sacramentum),
- ff. 40r-44r: Kleine getijden van het Heilig Kruis
- ff. 46r-49r: Kleine getijden van de Heilige Geest
- ff. 50r-53v: Mis voor de Heilige Maagd Maria
- ff. 54r-101r: Kleine Officie van Onze Lieve Vrouw
- ff.103r-108r: Vespers en completen voor de advent
- ff.110r-117r: Boetepsalmen
- ff. 117v-124v: Diverse gebeden
- ff. 126r-126v: Gebed van de Heilige Gregorius
- ff. 127r-149r: Suffragia
- ff. 151r-178v: Dodenofficie
- ff. 179r-181r: Mis voor de overledenen
- ff. 182r-184v: Mis voor alle engelen
- ff. 185r-187v: Mis voor alle heiligen
- ff. 188r-190v: Mis voor de dag van de geboorte van Christus
- ff. 191r-192v: Mis voor het heilig kruis
- ff. 193r-201r: Aanbidding van het kruis en passie-evangelie volgens Johannes
- ff. 201r-203v: Gebed over wat Jezus aan het kruis zegde
- ff. 203v-205r: Stabat Mater
- ff. 206r-208r : Paasmis
- f. 210r	 Gebed voor Pinksteren
- ff. 211r-213v: Drievuldigheidsmis
- ff. 215r-226v: Psalter van de passie van Onze Heer
- ff. 228r-239r: Psalter van de Heilige Hiëronymus
- ff. 241r-243r: Obsecro te
- ff. 243r-244v: O intemerata
- ff. 245r-252r: Zondagsgebeden

Naast de reguliere Latijnse gebeden zijn er in de 16e-17e eeuw gebeden in handschrift (geen boekschrift dus zoals de andere tekst) in het Latijn en in het Frans aan het boek toegevoegd. Enkele van die gebeden zijn vooraan in de codex toegevoegd, een aantal andere achteraan.

## Verluchting
Elke bladzijde van het handschrift is versierd. Als er geen miniaturen zijn aangebracht is er steeds een marge geschilderd aan de buitenzijde van de tekst. De marges zijn versierd met acanthusranken of met bloemen, vogels en insecten. Ze zijn geschilderd op een gouden, strogele, grijze, lichtgroene of roze achtergrond. De beginletter van een sectie in de tekst is meestal versierd met een kleine miniatuur van zes of zeven lijnen hoog, soms met een geschilderde initiaal van vijf lijnen hoog. De beginletter van psalmen of secties in de gebeden is meestal twee lijnen hoog. De versalen zijn geschilderde initialen van een lijn hoog. Lijnen worden niet opgevuld met blanco’s en waar het niet anders kan (litanie bv.) worden lijnvullers gebruikt.
De miniaturen worden grotendeels toegeschreven aan Simon Marmion en zijn atelier. Men is er niet zeker van of het werk af was bij zijn dood in 1489 en het zou dan afgewerkt zijn in Vlaanderen met de medewerking van de Meester van de Houghton-miniaturen, de Meester van het gebedenboek van Dresden en de Ghent Associates.

### Kalender
In de kalender, die twee bladzijden per maand bevat, is elke bladzijde versierd met een Gents-Brugse strooirand met aan de onderzijde van de bladzijde een medaillon waarin de werken of de genoegens van de maand worden voorgesteld. Op de tweede bladzijde van de maand is bovenaan in het medaillon het teken van de dierenriem van de maand  verwerkt. De miniaturen in de kalender zijn van de hand van de Meester van het gebedenboek van Dresden.

### Volbladminiaturen
In de rest van het boek worden de belangrijke onderdelen ingeleid met een volbladminiatuur, telkens op een folium waarop verder geen tekst is geplaatst. Alleen voor de Mariagetijden ontbreekt een dergelijke miniatuur. De volbladminiatuur is geschilderd in een gouden omlijsting en er is geen verdere versiering op de bladzijde. De items gemerkt met “**” in de lijst nemen weliswaar een volledige bladzijde in maar zijn geplaatst in een Gents-Brugse strooirand zodat de miniatuur zelf maar iets meer dan een halve bladzijde inneemt. Het ontbreken van een marge, wat de volbladminiatuur op een klein schilderij doet lijken, werd in dit getijdenboek bijna standaard toegepast door Marmion.
Simon Marmion schilderde tweeëntwintig van de vierentwintig volbladminiaturen. De Visitatie op f66v en de Discussie van de H. Barbara op f145v zijn van de hand van de Meester van de Houghton miniaturen. De kleine miniatuur van de H. Barbara op f146r, van de hand van Marmion, kreeg dan weer een zeer bijzondere behandeling: ze heeft een volledige geïllustreerde marge die de marteldood van Barbara beschrijft en is daarmee uniek in het handschrift. Dit wijst er alleszins op dat de opdrachtgever van het werk een bijzondere band had met de H. Barbara.
Lijst van de volbladminiaturen:
- f14v: Het offer van Isaak;
- f39v: De kruisiging;
- f45v: Pinksteren;
- f66v: De visitatie;
- f75v: De geboorte;
- f79v: De aankondiging aan de herders;
- f83v: De aanbidding van de wijzen; **
- f87v: De opdracht in de tempel;
- f91v: De kindermoord van Bethlehem;
- f97v: Christus en Maria;
- f102v: De Maagd van de Rozenkrans;
- f109v: Het laatste oordeel; **
- f125v: De Gregoriusmis;
- f133v: De verzoeking van de Heilige Antonius;
- f135v: Prediking door Jakobus de Meerdere; **
- f137v: De Heilige Christoffel draagt het Christuskind;
- f139v: Sint-Joris en de draak;
- f143v: De marteldood van de Heilige Catharina; **
- f145v: De discussie tussen de Heilige Barbara en haar vader Dioscuros;
- f148v: De Man van Smarten en Maria Magdalena; **
- f150v: De opwekking van Lazarus; **
- f209v: De verrijzenis; **
- f227v: De Heilige Hiëronymus in de woestijn;
- f240v: Piëta.

Daarnaast is er een volbladminiatuur in een gouden omlijsting, waarin een volledig tekstblok is geschreven:
- f46r: Kinderen spelend voor een kerk (metten van de H. Geestgetijden);

### Kleine miniaturen
Het begin van de belangrijke secties binnen een tekst wordt gemerkt met een miniatuur van zes à zeven lijnen hoog en ongeveer de helft van het tekstblok breed. Bladzijden die op die manier zijn versierd krijgen ook een volledige marge met strooirand.

#### Passiegetijden
- f15r: Christus biddend in de Olijfhof (metten)
- f20v: Christus bespot en geslagen (lauden)
- f22v: Christus voor Kaïfas (priem)
- f23v: Christus wordt gegeseld (terts)
- f25r: Kruisdraging (sext)
- f26v: De kruisiging (none)
- f28r: De bewening van Christus (vespers)
- f29v: De graflegging (completen)

Gebeden
- f32r: Christus toont de wonde in zijn zijde
- f32v: Christus met de doornenkroon
- f33r: De wonden in de handen van Christus
- f33v: Het doorboorde hart van Christus
- f34r: De wonden in de voeten van Christus

#### Mariagetijden
- f50r: Getroonde Heilige Maagd (Mis van de Heilige maagd);
- f54r: Heilige Maagd biddend uit een boek, met naast haar musicerende engelen (Metten van de Mariagetijden)
- f67r: Heilige Maagd naast een bidstoel met een andere heilige. In de marge geschilderde camee’s met scènes uit het Oude Testament (lauden);
- f76r: Rondedans van de herders (priem);
- f80r: Sibille van Tibur voorspelt de geboorte van Christus aan keizer Augustus (terts);
- f84r: Salomon ontvangt de koningin van Seba (sext);
- f88r: ??? (none);
- f103r: ??? (vespers);

#### Overige
- f110r: Koning David bidden tot God (boetepsalmen);
- f123r: Heilige Veronica met het zweetdoek;
- f124r: Drie zonnen (Drievuldigheid);
- f124v: Laatste avondmaal;
- f127r: Johannes de Doper;
- f128r: Marteldood van de Heilige Sebastianus;
- f130r: De Heilige Thomas van Aquino;
- f132r: Johannes op Patmos;
- f 134r: Beproeving van de Heilige Antonius;
- f136r: Jacobus de meerdere;
- f141r: De Heilige Nicolaas;
- f142r: De marteldood van de Heilige Laurentius;
- f142v: De Heilige Katharina;
- f146r: De Heilige Barbara;
- f147r: De Heilige Appollonia;
- f149r: De Heilige Maria Magdalena;
- f151r: Allerzielen;
- f179r: Dienst voor een overlijden;
- f182r: De ridder Tondal geleid door een engel;
- f185r: De heiligen in de hemel;
- f188r: Engelen in gebed rondom de pasgeboren Jezus;
- f191r: Jezus wordt aan het kruis genageld;
- f193r: Mensen in aanbidding voor het kruis waarop Christus stierf;
- f203v: Maria, Johannes en Maria Magdalena onder het kruis;
- f206r: De drie Maria’s bij het lege graf van Christus;
- f211r: De Heilige Drie-eenheid